# Scorpaena ascensionis
Scorpaena ascensionis behoort tot het geslacht Scorpaena van de familie van schorpioenvissen. Deze soort komt voor in het zuidoosten van de Atlantische Oceaan op diepten tot 16 tot 27 meter meter. Zijn lengte bedraagt zo'n 3.8 cm.